# Evolução do Colégio dos Cardeais sob o pontificado de Adriano VI
Abaixo está a evolução do colégio de cardeais durante o pontificado de Adriano VI e a subsequente vaga vaga .

## Composição para consistório
| Consistóro                   | 1521-22 | 1523 |
| ---------------------------- | ------- | ---- |
| Setembro 1493                | 3       | 2    |
| Setembro 1500                | 1       | 1    |
| Maio 1503                    | 2       | 2    |
| Consistórios de Alexandre VI | 6       | 5    |
| Novembro 1503                | 1       | 1    |
| Dezembro 1505                | 1       | 1    |
| Março 1511                   | 5       | 4    |
| Consistórios de Júlio II     | 7       | 6    |
| Setembro 1513                | 3       | 3    |
| Setembro 1515                | 1       | 1    |
| Dezembro 1515                | 1       |      |
| Julho 1517                   | 28      | 26   |
| Março 1518                   | 1       | 1    |
| Maio 1518                    | 1       | 1    |
| Agosto 1520                  | 1       | 1    |
| Consistórios de Leão X       | 36      | 33   |
| Setembro 1523                |         | 1    |
| Consistórios de Adriano VI   | 1       | 1    |
| Total                        | 49      | 45   |

## Evolução durante o pontificado
| Data                   | Evento                                                                            | Total |
| ---------------------- | --------------------------------------------------------------------------------- | ----- |
| 27 de dezembro de 1521 | Abertura do Conclave de 1521-1522                                                 | 49    |
| 9 de janeiro de 1522   | Eleição Papal do Cardeal Adriaan Florenszoon Böyens com o nome de Adriano VI      | 48    |
| 30 de setembro de 1522 | Morte do Cardeal Matthäus Schiner (57 anos)                                       | 47    |
| 11 de dezembro de 1522 | Morte do Cardeal Raffaello Petrucci (50 anos)                                     | 46    |
| 24 de julho de 1523    | Morte do Cardeal Adrian Gouffier de Boissy (44 anos)                              | 45    |
| 26 de agosto de 1523   | Morte do Cardeal Domenico Grimani (62 anos)                                       | 44    |
| 10 de setembro de 1523 | criação de 1 Cardeais                                                             | 45    |
| 10 de setembro de 1523 | Willem van Enckenvoirt                                                            | 45    |
| 14 de setembro de 1523 | Morte do Papa Adriano VI (64 anos)                                                | 45    |
| 1 de outubro de 1523   | Abertura do Conclave de 1523                                                      | 45    |
| 19 de novembro de 1523 | Eleição Papal do Cardeal Giulio di Giuliano de' Medici com o nome de Clemente VII | 44    |